# ستيفن همفريز
ستيفن همفريز (بالإنجليزية: Stephen Humphrys)‏ هو لاعب كرة قدم بريطاني في مركز الهجوم، ولد في 15 سبتمبر 1997 في أولدم في المملكة المتحدة. لعب مع شروزبري تاون ونادي فولهام.

## وصلات خارجية
- ستيفن همفريز على موقع قاعدة بيانات كرة القدم.إي يو (الإنجليزية)
- ستيفن همفريز على موقع Soccerbase.com (لاعب) (الإنجليزية)
- ستيفن همفريز على موقع Soccerway.com (الإنجليزية)